# Yanking Out My Heart
'Yanking Out My Heart' (pl: Wyszarpanie mojego serca) - utwór kanadyjskiego zespołu rockowego Nickelback, pochodzący z limitowanej edycji albumu "The Long Road", wydanego w Wielkiej Brytanii. Autorem tekstu do utworu jest wokalista grupy Chad Kroeger, muzykę skomponował wspólnie cały zespół. Utwór trwa 3 minuty i 36 sekund, został zamieszczony na przedostatnim 13 miejscu na krążku. W Brytyjskim wydaniu albumu, prócz utworu "Yanking Out My Heart", znalazły się jeszcze cover Eltona Johna "Saturday Night's Alright (For fighting)" oraz kompozycja zespołu "Learn the Hard Way".
Utwór został nagrany podczas sesji nagraniowej do albumu "Silver Side Up" w 2001 roku. Po raz pierwszy został wydany 11 czerwca 2002 roku na kompilacyjnym albumie zespołu Nickelback, "Three Sided Coin", który ukazał się w Japonii. Następnie w 2003 roku został zamieszczony na brytyjskiej wersji albumu "The Long Road". Utwór ukazał się także na stronie B singli "How You Remind Me", oraz "Too Bad". Utwór utrzymany jest w melodyjnym post grunge'owym brzmieniu. Na koncertach wykonywany był bardzo rzadko. 
Piosenka w 2002 roku trafiła na ścieżkę dźwiękową do filmu The Scorpion King (pl. "Król Skorpion").

## Twórcy
Nickelback
- Chad Kroeger – śpiew, gitara rytmiczna
- Ryan Peake – gitara prowadząca, wokal wspierający
- Mike Kroeger – gitara basowa
- Ryan Vikedal – perkusja

Produkcja
- Nagrywany: Lipiec - Sierpień 2001 w Studio "Green House" w Vancouver, oraz w Burnaby, Kolumbia Brytyjska
- Producent muzyczny: Chad Kroeger, Rick Parashar
- Realizator nagrań: Rick Parashar
- Miks utworu: Randy Staub w "Armoury Studios" Vancouver
- Mastering: George Marino w "Sterling Sound"
- Inżynier dźwięku: Joe Moi
- Asystent inżyniera dźwięku: Pat Sharman
- Obróbka cyfrowa: Geoff Ott
- Aranżacja: Chad Kroeger, Ryan Peake, Mike Kroeger, Ryan Vikedal
- Zdjęcia: Daniel Moss
- Manager: Bryan Coleman
- Koordynator produkcji: Kevin Zaruk
- Pro Tools operator: Alex Aligazakis
- Tekst piosenki: Chad Kroeger
- Wytwórnia: Roadrunner Records
- Pomysł okładki: Nickelback